# Уинтерсон, Джанет
Джа́нет Уи́нтерсон (англ. Jeanette Winterson; род. 27 августа 1959) — английская писательница.

## Биография
Родилась в Манчестере, была удочерена семьёй пятидесятников, которые жили в Акрингтоне, Ланкашир. Приёмные родители надеялись, что она станет христианским миссионером, и подростком она ходила по домам с проповедями. В 16 лет она заявила родителям, что является лесбиянкой, и ушла из дома. Во время подготовки к выпускным экзаменам за курс средней школы работала по вечерам и в выходные дни. В течение года перед поступлением в университет работала в психиатрической лечебнице, чтобы заработать на учёбу. Поступив в Оксфордский университет, изучала английский язык и литературу в колледже Св. Екатерины. После того, как она переехала жить в Лондон, её первая автобиографическая повесть «Кроме апельсинов есть и другие фрукты» («Oranges Are Not the Only Fruit») была опубликована, когда автору было 26 лет. Повесть была награждена Премией Уайтбреда за лучшую первую книгу в 1985 году, телепостановка по сценарию Винтерсон была награждена премией британского телевидения (БАФТА) за лучшую телепостановку в жанре драмы.
В то время как первая повесть Джанет Винтерсон написана в жанре реализма, её более поздние работы относятся к жанру магического реализма и исследуют границы физического и реального мира, сексуальную самоидентификацию полов.
Книги Винтерсон награждены несколькими литературными премиями. Награждена орденом Британской Империи за заслуги в литературной деятельности в 2006 году.
Её партнёршей на протяжении 12 лет, до 2000 года, была Пегги Рейнольдс (англ. Peggy Reynolds), учёная и радиоведущая Би-би-си.
С 2015 года в браке со Сьюзи Орбах.

### Публикации на русском языке
- Рассказы // Иностранная литература. 2001. № 11.
- [www.lib.ru/INPROZ/WINTERSON/dnevnik.txt Письмена на теле]
- Тайнопись плоти. М.: Эксмо, 2002 ISBN 5-699-01284-2
- Страсть. М.: Эксмо, 2002 ISBN 5-699-01876-X
- Пьеса для трех голосов и сводни. М.: Эксмо, 2003 ISBN 5-699-03822-1
- Бремя. Миф об Атласе и Геракле. М.: Открытый мир, 2005 ISBN 5-9743-0012-2
- Хозяйство света. М.: Эксмо, 2006 ISBN 5-699-18658-1
- Разрыв во времени : [роман] / пер. с англ. Т. Покидаевой. М. : Издательство «Э», 2017. 320 с.
- Целую, твой Франкенштейн, 2020.
- Зачем быть счастливой, если можно быть нормальной?, No Kidding Press 2023 ISBN 978-5-6048611-0-3